# Distancia transaccional (teoría cognitiva)

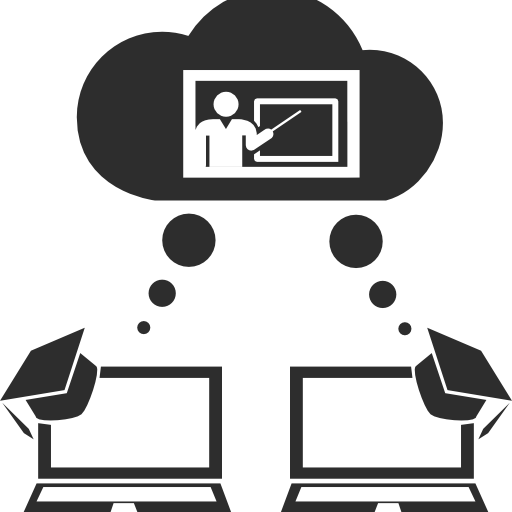
Distancia transaccional.

La distancia transaccional refiere a la teoría de espacio cognitivo entre instructores y estudiantes en un escenario educativo, especialmente en educación de distancia formulada por Michael G. Moore en Universidad de Wisconsin-Madison.
 

La teoría de Moore era originalmente parte de una teoría del aprendizaje independiente desarrollado en 1972, el cual apareció en el Manual de Educación del Adulto como "distancia transaccional" en 1980. 

Según Moore, la distancia transaccional es “un espacio psicológico y de comunicación para ser cruzado, un espacio de potencial mal entendido entre los aportes de instructor y aquellos del estudiante”. Si aprendiendo los resultados en cualquier curso de educación a distancia son para ser maximizadas, la distancia transaccional necesita ser minimizadas o acortadas.
La distancia no se refiere solo a las situaciones en las que hay una separación física. En cualquier proceso de enseñanza-aprendizaje se puede encontrar una distancia transaccional, incluso cuando el proceso es presencial.
Hay tres componentes interactivos claves que tienen que trabajar juntos para acortar la distancia transaccional y proporcionar para una experiencia de aprendizaje significativa:
- Diálogo, o interacción entre estudiantes y profesores
- Estructura de los programas instruccionales
- Autonomía, o el grado de auto-dirección del estudiante .

## Distancia transaccional en Educación a Distancia y E-learning
Las expresiones de los sistemas educativos evolucionan constantemente con la aparición y la creación de nuevas tecnologías. Algunas de las tecnologías que han impactado en los sistemas educativos incluyen, radio, televisión, películas, computadoras, Internet y la World Wide Web.
 

En  la educación a distancia, el alumnado y los instructores experimentan un sentido de separación que está causado por más que la simple distancia física  entre estudiantes e instructores. La distancia transaccional es “un vacío psicológico y de comunicaciones, un espacio potencial de malentendido entre las entradas del instructor y aquellos del estudiante”, creado en parte por la distancia física inherente del aprendizaje en-línea (Moore 1991, "Distancia Transaccional,"). Una distancia transaccional grande —como aquella entre estudiantes geográficamente dispersos e instructores en un entorno asincronismo aprendizaje en-línea, basado en texto, puede contribuir a sentimientos de aislamiento del alumnado y desconectados, los cuales pueden dirigir a niveles reducidos de motivación y compromiso, y consiguientemente, a desgaste/abandono.
La transacción que llamamos educación de distancia ocurre entre profesores y estudiantes en un entorno teniendo la característica especial de separación de los profesores de los estudiantes. Es una distancia de comprensiones y percepciones que podría dirigir a un espacio/grieta/brecha de comunicación o a un espacio psicológico de malentendidos potenciales entre personas.
En particular, el contenido del término "distancia transaccional" estuvo determinada con más definición y exactitud, mientras la Teoría de Distancia Transaccional estuvo elaborada y desarrollada por Farhad Saba y Rick L. Shearer (1994), Yau-Jane Chen y Helecho K. Willits (1998), Yau-Jane Chen (2001un; 2001b), Karen Lemone (2005), Steve Wheeler (2007) y Sushita Gokool-Ramdoo (2008). En su forma completa, la teoría aparece en 1993 (Moore, 1993).
Cuando diseñan experiencias de e-learning, los instructores deben considerar dos variables que afectan la distancia transaccional: estructura y diálogo. La estructura refiere a la flexibilidad o rigidez de los métodos instruccionales y las estrategias utilizadas en una experiencia e-learning. El diálogo refiere a la interacción entre el instructor y estudiante durante una experiencia de e-learning.
La otra dimensión de la teoría de Moore, el aprendizaje autónomo, se relaciona con la primera en que "a mayor distancia transaccional, más autonomía tiene el aprendiz para actuar". Moore considera a la autonomía como el ideal hacia el que cada individuo debe moverse en virtud de su maduración. Un aprendiz autónomo buscará al maestro como ayuda en la formulación de problemas y recopilación de información. Moore cree que un aprendiz realmente autónomo no cederá el control total del proceso de enseñanza aprendizaje.